# Umeå Kulturnatta
Umeå Kulturnatta var en årlig musik- och kulturfestival med fritt inträde som ägde rum i maj. En tanke på en liknande kulturfestival hade funnits länge, men festivalen hölls första gången 2005 efter initiativ av centrumutvecklingsbolaget Umeå C. Den sista festivalen hölls under kulturhuvudstadsåret 2014 och Umeå Kulturnatta är sedan dess nedlagd.
Under premiärfestivalen framfördes över 160 kulturhändelser på 90 olika platser, främst på Rådhustorget, Renmarkstorget och utefter Kungsgatan. Festivalen växte till att bli Umeås största kulturfestival med över 300 kulturhändelser på 100 platser inför cirka 50 000 besökare.
Kulturnatta drevs av Umeå C med samarbete med ett flertal olika aktörer, bland annat Umeå kommun.   

## Artister som uppträtt på Kulturnatta
Bland de band och artister som genom åren spelat på Kulturnatta märks bland annat
- Afasi & Filthy
- Akademiska kapellet
- Alannah Myles
- Amy Diamond
- Balettakademien
- Extrakt
- Festering The Remains
- Håkan Wikell
- Jonny and the Primates
- Marrakech
- Mikael Wiehe
- Naglfar
- Persuader
- Peter Kihlgård
- Roger Pontare
- Sarek
- Thomas Di Leva
- Tove Östman Styrke
- Velvet
- Timoteij
- Mats Ronander